# Deniz Çakır
Deniz Çakır (ur. 31 grudnia 1981 w Ankarze) – turecka aktorka filmowa i telewizyjna oraz dubbingowa.

## Życiorys
Jest absolwentką szkoły średniej w Ayrancı . Studiowała w Państwowym Konserwatorium w Ankarze na Uniwersytecie Hacettepe.
Zadebiutowała w telewizji rolą Aleva w popularnym serialu o zemście Kadın İsterse . Jest najbardziej znana z roli w popularnym serialu telewizyjnym Wspaniałe stulecie w roli Şah Sultan oraz z roli Ferhunde w serialu Yaprak Dökümü, opartym na klasycznej powieści. Jest szczególnie znana z roli w popularnym serialu telewizyjnym Eşkıya Dünyaya Hükümdar Olmaz jako Meryem Çakırbeyli. Zagrała także w serialu historycznym Yasak na podstawie powieści Fatmy Aliye Topuz Muharadat.
Deniz Çakır poślubiła Bilgehana Baykala 10 września 2023 r. .

## Filmografia
Filmy
- 40 - (Sevda) - 2009[5]
- Kako si? - (Lidya) - 2010[6]
- Ya Sonra? - (Didem) - 2011[7]

Seriale
- Kadin isterse - (Alev) - 2004[8]
- Yaprak dökümü - (Ferhunde) - 2006-2010[9]
- Iste benim - (Funda) - 2006[10]
- Iffet - (Iffet) - 2011-2012[11]
- Muhteşem Yüzyıl - (Şah Sultan) - 2011 - 2014[12]
- Yasak - (Calibe) - 2014[13]
- Eşkıya Dünyaya Hükümdar Olmaz - (Meryem Çakırbeyli) - 2015 - 2021[14]
- Altınsoylar - (Ayse) - 2016[15]
- Vurgun - (Reyhan Vardar) - 2019[16]
- Masumiyet - (Bahar Yüksel) - 2021

Dubbing
- Kung Fu Panda - 2008
- Donkey Xote - 2008
- The Simpsons: Movie - 2008
- Iron Man - 2008
- Iron Man 2 - 2010
- Konuşan Resimler - 2015

Teatr
- Cam - (İpek) - 2011